# Meister von Coëtivy
Als Meister von Coëtivy wird ein Buchmaler und Maler bezeichnet, der zwischen 1455 und 1477 im mittelalterlichen Frankreich tätig war. Der namentlich nicht bekannte Künstler erhielt seinen Notnamen nach einem von ihm für Olivier de Coëtivy und seine Frau Marie de Valois, Tochter von Charles VII. gemalten Stundenbuch.
Dem Meister von Coëtivy werden neben der Illumination von Manuskripten Werke für Auftraggeber aus dem Umkreis des französischen Königshofes in verschiedensten Formaten zugeordnet wie z. B. Gemälde, Entwürfe für Wandteppiche und Glasmalerei. Mehr als 30 Arbeiten aus seiner Hand sind erhalten, davon alleine fünf von ihm illustrierte Ausgaben der Consolatio philosophiae (Der Trost der Philosophie) von Boethius sowie das Tafelbild der Erweckung des Lazarus. Sein Werk ist stilistisch eventuell aus der Schule oder dem Umfeld des Meisters des Dreux Budé beeinflusst worden.

## Werke (Auswahl)

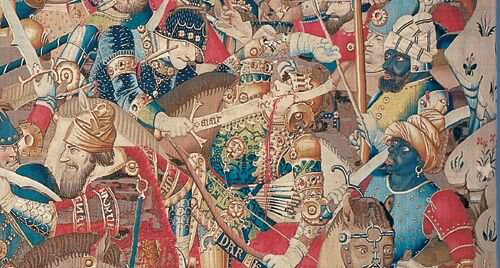
Der Tod von Troilus, Achilles und Paris, Wandteppich nach einem Entwurf des Meister von Coëtivy (zugeschrieben), um 1480, aus dem Zyklus Trojanischer Krieg.

Dem Meister von Coëtivy werden u. a. folgende Werke zugeordnet
- Stundenbücher z. B. in
  - Wien, Österreichische Nationalbibliothek
  - Paris, Bibliothèque nationale
  - Baltimore, Walters Gallery
  - Kopenhagen, Ny kongelig Samling
- Weltliche Texte, z. B.
  - Antike Geschichte bis Caesar. Paris, Bibliothèque nationale
  - Titus Livius. Paris, Ass. nat.
  - Boethius Trost der Philosophie. Paris, Bibliothèque. nationale; New York, Morgan Library & Museum
  - Dantes Divinia Comoedia. Paris, Bibliothèque. nationale.
  - Augustinus Gottesstaat. Mâcon, Bibliothèque municipale
- Tafelbilder, z. B.
  - Auferstehung des Lazarus. Paris, Louvre
- Glasfenster, z. B.
  - Christus mit Maria und Johannes dem Evangelisten. Paris, Saint-Séverin
- Wandteppiche, z. B.
  - Der Trojanische Krieg (Entwurfszeichnungen). Paris, Louvre, Département des Arts graphiques
  - Zerstörung von Jerusalem. Lyon, Musée des Arts décoratifs
  - Der Trojanische Krieg. London, Victoria and Albert Museum
  - Der Trojanische Krieg. Zamora, Kathedrale